# Рівномірний рух
Рівномірний рух — механічний рух, під час якого тіло за будь-які проміжки часу проходить однаковий шлях.
Одним із видів рівномірного руху є рівномірний прямолінійний рух, інший — рівномірне обертання, тобто обертання зі сталою кутовою швидкістю. Швидкість рівномірного руху — фізична величина, яка дорівнює відношенню шляху до часу, протягом якого це відбувається.

## Рівномірний прямолінійний рух
Рівномірний прямолінійний рух — це рух, за якого тіло (точка) за будь-які рівні проміжки часу здійснює однакове переміщення. Вектор швидкості точки залишається незмінним, а її переміщення є добутком вектора швидкості на час:
{\displaystyle {\vec {s}}={\vec {v}}t}.
Якщо направити координатну вісь уздовж прямої, якою рухається точка, то залежність координати {\displaystyle ~x} точки від часу є лінійною:
{\displaystyle ~x=x_{0}+v_{x}t},
де{\displaystyle ~x_{0}} — початкова координата точки, {\displaystyle ~v_{x}} — проєкція вектора швидкості на координатну вісь.
Точка, розглянута в інерційній системі відліку, перебуває в стані спокою або рівномірного прямолінійного руху, якщо рівнодіюча всіх сил, прикладених до точки, дорівнює нуль-вектору.